# 2番目のキス
『2番目のキス』（原題: Fever Pitch）は、2005年のアメリカ映画。ファレリー兄弟が監督し、ドリュー・バリモアとジミー・ファロンが共演したロマンティック・コメディである。1992年のニック・ホーンビィの自伝的ベストセラー小説『ぼくのプレミアライフ』（原題は同じくFever Pitch）を大まかに原作とした1997年のイギリス映画『Fever Pitch 』のリメイクである。ホーンビィはイギリス版の脚本も執筆し、アメリカ版では製作総指揮を務めた。
原作およびイギリス版ではサッカーが題材となっていたが、本作ではアメリカ市場に合わせて野球を題材としている。イギリス版、アメリカ版共にスポーツにおいて劇的、あるいは予期せぬ勝利をおさめており、原作では1989年にアーセナルFCがリーグ決勝戦にてリヴァプールFCに最後数分で勝利したこと、本作ではボストン・レッドソックスが2004年のワールドシリーズで優勝したことに焦点を当てている。

## ストーリー
7歳のベン・ライトマンは、子供がおらずベンを実の子のようにかわいがる叔父のカールと共にボストン・レッドソックスの試合に行き、レッドソックスの大ファンとなる。身の回りの物全てにレッドソックスの名、エンブレム、選手の画像がついている物を選ぶようになる(ただしトイレットペーパーのみニューヨーク・ヤンキースのロゴが入っている)。カールが亡くなった時、ベンはカールのシーズン・チケットを引き継ぐ。23年後、ベン(ジミー・ファロン)は高校の数学教師となっているが年齢の割には成長しきれていない。10月のボストン。女性ビジネスコンサルタントでワーカホリックのリンジー・ミークス(ドリュー・バリモア)と運命的な出会いをする。ベンがリンジーをデートに誘うと断られるが、心変わりをしたリンジーはデートを承諾する。
初デートでリンジーは具合が悪くなり嘔吐する。ベンと会う前に初めて行ったレストランで食中毒にかかったのである。ベンはその夜付きっ切りで看病し、バスルームの掃除もするが照れ隠しに「小人がやった」と語る。翌朝回復したリンジーはベンがソファで眠っていることに気付く。ベンが目覚めると2人は恋に落ちる。
最初は躊躇していたリンジーであったが、ベンの何かに打ち込む情熱にどんどん魅了されていく。リンジーは交際を通じて、ベンが自分にとってかけがえのない存在であることを確信する。しかし、幸せは長くは続かなかった。メジャーリーグのシーズンが到来すると、ベンは人が変わったかのように、リンジーに対して見向きもしなくなってしまう。そう彼は熱狂的なボストン・レッドソックスブースターであり、彼にとっては恋人ですら「2番目」にすぎないのであった。春が来てベンはリンジーにプロポーズする振りをして、長年のレッドソックス・ファンのスティーヴン・キングが始球式を行なう開幕試合に誘う。野球にもレッドソックスにも興味はないリンジーはバンビーノの呪いも知らなければ、カール・ヤストレムスキーの姓の読み方も知らない。それでも2人は共に観戦し続けるが、ある夏の日、リンジーは仕事が終わらずノートパソコンを球場に持ち込む。客席で試合を見ていなかったリンジーは、マイク・マイヤーズが投げてボルチモア・オリオールズの遊撃手ミゲル・テハダが打ったライナーのファウルボールに当たって気絶し、その夜のスポーツ番組で取り上げられる。リンジーは回復したが、それ以来観戦には行かなくなる。
そんな彼に渋々付き合うリンジーだったが、次第に二人のスレ違いが大きくなってしまう。リンジーはベンをパリに誘うが、レッドソックスがプレイオフをかけてデッドヒート中だとして断る。パリへ出発する直前、リンジーはベンに「遅れている」として妊娠したかもしれないと語るが、実際は妊娠していなかったことが後で判明する。リンジーはベンのレッドソックスに対する執着に段々苛立つようになる。ベンは宿命のヤンキースとの試合に行くのを取りやめ、リンジーの友人の誕生会に出席する。ベンとリンジーは共に楽しい時間を過ごし、ベンは人生最高の夜だったと語る。しかしその直後に友人トロイが興奮しながら電話を掛けてきて、9回裏で歴史的大逆転になりそうだと語る。ベンはレッドソックスの歴史的瞬間を見逃そうとしていることに苛立ち、リンジーを傷つける。以降ベンとリンジーは距離を置く。
ベンはすぐにリンジーが恋しくなり、やり直そうとするがうまくいかない。リンジーを失うことに耐えられなくなったベンは、リンジーのことがレッドソックスよりも大事だということを示すために、リンジーの友人ロビンの夫クリスにシーズン・チケットを売ろうと計画する。リンジーは自身の昇進記念パーティでこの計画を知り、すぐに球場に向かいベンを阻止しようとする。この時レッドソックス対ヤンキースのプレイオフ戦8回、レッドソックス3アウトの正念場であった。ベンは客席でクリスへの譲渡契約書に署名しようとしている。フェンウェイ・パークのリンジーの位置からではベンの所に間に合わないため、警備員をかわしながら不法にフィールドを横切る。リンジーは契約書を破り捨て、ベンが席を売ろうとしたことで自分がどれだけ大事に思われているか、自分もベンに大事な物を失ってほしくないと気付いたと語る。2人は球場の満席の観客の前でキスをする。
レッドソックスはこの試合で勝利し、さらにアメリカンリーグのペナントレースでヤンキースに3回勝利し、その後ナショナルリーグ勝者セントルイス・カージナルスに4連勝して86年ぶりにワールドシリーズで優勝する。リンジーとベンはその4試合目を観戦するためセントルイスにあるブッシュ・メモリアル・スタジアムに向かう。2人は結婚し、リンジーは妊娠する。息子の場合はテッド・ウィリアムズ・ ライトマン、娘の場合はカール・ヤストレムスキーにあやかりカーラ・ヤストレムスキー・ライトマンとなる予定となる。

## キャスト
※括弧内は日本語吹替
- リンジー - ドリュー・バリモア（松本梨香）
- ベン - ジミー・ファロン（松本保典）
  - 1980年のベン - ジェイソン・スペヴァック
- アル - ジャック・ケーラー（小室正幸）
- アーティー - スコット・H・セヴェランス（白山修）
- カールおじさん - レニー・クラーク
- モリー - アイオン・スカイ（根本圭子）
- ロビン - ケイディー・ストリックランド（渡辺美佐）
- サラ - マリッサ・ジャレット・ウィンカー
- ライアン - ブレット・マーフィ
- ダグ・ミークス - ジェームズ・シッキング
- ケヴィン - ウィリー・ガーソン
- ジェラルド - アーマンド・リエスコ
- スティーヴ - ゼン・ジェスナー
- ラナ - シオバン・ファロン
- モーリーン・ミークス - ジョベス・ウィリアムズ
- スピン・インストラクター - シャーロット・サリヴァン
- グラント・ウェイド / ペイトリック・リヨンズ - アンドリュー・ウィルソン
- ミセス・ウォーレン - ジャッキー・バロウズ
- スティーヴ・リーヴァイ - 本人
- クリス・ウィリアムズ - 本人
- スティーヴン・キング - 本人

### 球団関係者
- ジョニー・デイモン (中堅手)
- トロット・ニクソン (右翼手)
- ジェイソン・バリテック (捕手、キャプテン)
- ジム・ライス (引退した左翼手。彼の背番号14がレッドソックスの永久欠番となった)
- ジョー・キャスティリオン (WEEIレッドソックス・ラジオ・アナウンサー)
- ドン・オーシロ (NESNレッドソックスTVアナウンサー)
- デニス・エカーズリー (NESNレッドソックスTV解説者)

## 製作
当初の脚本ではレッドソックスはプレイオフで負けることになっていた。しかし2004年のアメリカンリーグチャンピオンシップシリーズにおいてレッドソックスはヤンキースと対戦して最初の3試合で負けたがその後の4試合を連勝して球界を騒然とさせた。3連敗した後にリーグ優勝した球団はMLB史上初であった。続く2004年のワールドシリーズではカージナルスと対戦して「バンビーノの呪い」が解けたため、物語の結末も変更せざるを得なかった。レッドソックスが優勝を目前に控えた第4試合の日、ファレリー兄弟はブッシュ・スタジアムで撮影する決心をし、試合開始数時間前にバリモア、ファロン、スタッフが球場に集まった。レッドソックスが3対0で優勝が決定的になり バンビーノの呪いが解けようとした時、FOXスポーツのテレビカメラが演技中のバリモアとファロンを生中継した。映画完成後の8月、フェンウェイ・パークのセンターにスクリーンを設置し上映された。
当初ニック・ホーンビィの作品の長年の大ファンであったショーン・レヴィが監督し、グウィネス・パルトローがリンジー役で出演する予定であった。しかしパルトローは脚本が気に入らず降板した。ブライアン・ロビンスがレヴィの後任となったが、同様に降板した。バリモアがパルトローの後任となり、ファロンが参加し、ジェイ・ラッセル、P・J・ホーガン、ルーク・グリーンフェルド、ミーラー・ナーイルが監督候補であるという噂があったが、結局ファレリー兄弟が監督となった。

## 評価

### 批評家
批評家から高評価を得た。Rotten Tomatoesでは188評価中65%が高評価をつけ、10点中平均6.3点であった。Metacriticでは37評価での100点中の加重算術平均が56点であった。
撮影技術や脚本の観点から、ロジャー・イーバートやジェイムズ・ベラディネリなどの専門家から高評価を得た。
公開初週の興行成績は1,240万ドルで第3位であった。最終的な興行収入は北米で$42,071,069、全世界で$50,451,307となった。

### 観客の反応
ESPNの「スポーツ・ガイ」ことビル・シモンズは、スポーツ映画を装った甘ったるい恋愛映画だとし、レッドソックスのファンなら恋愛のためにシーズンチケットを売る訳がないと語った。しかしレッドソックス・ネイションはファロンが実際はヤンキース・ファンであるにも関わらず、ベン役を演じたファロンを名誉会員に選任した。

## サウンドトラック
1. スタンデルズ - "Dirty Water"
2. ドロップキック・マーフィーズ - "Tessie"
3. ティアーズ・フォー・フィアーズ - "Who Killed Tangerine?"
4. ポピアム - "Sooner or Later"
5. アイヴィー - "Thinking About You"
6. ニック・ドレイク - "Northern Sky"
7. マーシュ - "My Heart Is the Bums on the Street"
8. スティーヴ・ウィン - "Second Best"
9. J・ガイルズ・バンド - "Whammer Jammer" (ライヴ版)[19]
10. ヒューマン・リーグ - "(Keep Feeling) Fascination"
11. シック - "Dance, Dance, Dance (Yowsah, Yowsah, Yowsah)"
12. ジョー・パーニス - "Moonshot Manny"
13. ジョナサン・リッチマン - "As We Walk to Fenway Park in Boston Town"
14. マッド・ラリー - "Window Pane"
15. ハリケーン・スミス - "Oh, Babe, What Would You Say?"

## 原作との違い
- 原作の舞台はイギリスだったが、本作ではアメリカ合衆国が舞台になっている。
- 原作で彼氏が応援しているのはイングランドのサッカークラブ「アーセナルFC」だったが、本作ではボストンの野球チーム「ボストン・レッドソックス」に変更されている。

## エピソード
- 作家のスティーヴン・キングが開幕の始球式で、本人自らの役で出演している。実際に撮影されたのは2004年の秋である。
- 映画の撮影中にボストン・レッドソックスが86年ぶりのワールドシリーズ制覇を決めた事で、急遽作中でも優勝する脚本に変更され、実際の優勝の瞬間の映像も使われている。